# Памятник Бернардо де Гальвесу (Вашингтон)
«Бернардо де Гальвес» (англ. Bernardo de Gálvez) — памятник работы скульптора Хуана де Авалоса, посвящённый Бернардо де Гальвесу и установленный в центре Вашингтона — столицы США.

## Гальвес и Америка

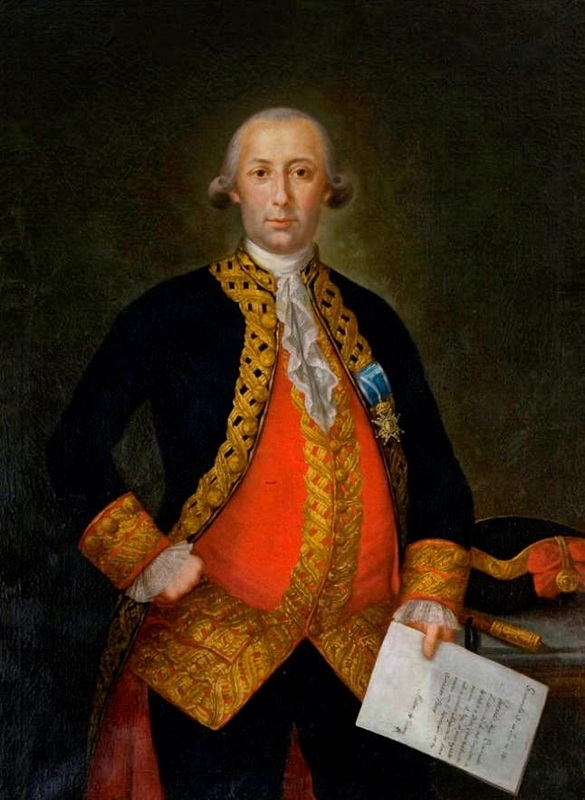
Портрет Бернардо де Гальвеса с орденом Карлоса III.

Бернардо де Гальвес (1746—1786) сыграл одну из ключевых ролей в войне за независимость США, будучи представителем знатного рода, веками служившего испанской монархии. Поступив на военную службу в возрасте 16 лет по примеру своего своего отца и дяди, он уже в 1769 году стал комендантом крепости Нуэва-Виская в Новой Испании, где провёл несколько сражений против апачей и получил серьёзное ранение. После возвращения в Испанию в 1772 году, Гальвес изучил военную науку во Франции и принял участие в экспедициях в Европе и Африке, и в 1775 году был снова ранен в алжирской кампании. В 1776 году он уехал обратно в Северную Америку в качестве полковника Луизианского полка. После начала движения тринадцати колоний к независимости от Великобритании, власти Испании, охваченные идей реванша за неудачную семилетнюю войну и с целью подрыва британского влияния, начали посылать своих представителей к американским революционерам, помогая им деньгами и вооружением через подставные колониальные компании. Королевским указом от 10 июля 1776 года Гальвес был назначен губернатором колонии Луизиана, ранее уступленной Испании Францией. Восхищаясь движением за независимость и переписываясь с Томасом Джефферсоном, Гальвес закрыл устье реки Миссисипи для входа британских судов и в то же время сделал порт Нового Орлеана открытым и свободным для размещения американских войск, и через Оливера Поллока начал тайно предоставлять им боеприпасы и сотрудничать практически со всеми колонистами везде где только возможно. После того как Испания объявила войну Великобритании, предъявив ультиматум о немедленном признании США и став открытым союзником американского революционного движения, что было встречено поддержкой Джорджа Вашингтона, Гальвес инициировал решительную военную кампанию против англичан, получив приказ вернуть обратно все территории, проигранные в 1763 году. Его силы, состоящие из мексиканских новобранцев, американских индейцев, свободных чернокожих, испанских солдат, волонтёров из американских колоний и немецких общин, несмотря на эпидемии лихорадок, густые леса, ураганы и кишащие комарами болота, последовательно продвигались по Миссисипи, взяв 6 сентября 1779 года без потерь форт Бют, захватив 20 октября город Батон-Руж, и вынудив 5 октября 1781 года к мирной сдаче гарнизон форта Натчез, что вызвало большое беспокойство у британского командования. Располагающиеся на территории Техаса гасиенды обеспечивали боеприпасами, медикаментами, деньгами и продуктами питания испанские войска и в какой-то степени, американскую Континентальную армию, при том, что Гальвес фактически открыл второй фронт, оттянув на юг внимание британских сил в Мексиканском заливе, которые в обратном случае были бы направлены на северо-восток для борьбы с американскими революционерами и так потерпевшими несколько поражений. После взятия форта Шарлотта и штурма Мобила, Гальвес был произведён в фельдмаршалы и стал главнокомандующим всеми испанскими силами на суше и на море в Северной и Южной Америке. Большим трудом и отвагой, его силы 10 мая 1781 года захватили Пенсаколу, столицу британской Западной Флориды, прекратив активное британское сопротивление в Атлантике и вдоль всего побережья. После этого Карл III возвёл Гальвеса в звание графа с разрешением добавить на свой герб девиз «Только я» в память о взятии Пенсаколе, и в 1783 году после экспедиций на Багамские острова, Ямайку, Сент-Огастин и Галифакс, трёхлетняя война закончилась подписанием парижского мирного договора. В знак признательности заслуг, по протекции Поллока и по решению Континентального конгресса портрет Гальвеса был размещен в зале заседаний, а Вашингтон пригласил его на парад победы 4 июля 1783 года, на котором они стояли в одном строю. Будучи известным полководцем, всегда находившимся в гуще сражения и мотивировавшим свои войска личным примером и красноречием, в 1785 году он сменил своего отца в должности вице-короля Новой Испании. Находясь на вершине политической карьеры, Гальвес неожиданно скончался от внезапной болезни в возрасте всего 38 лет. Посмертно он стал почётным гражданином США, войдя в анналы истории войны за американскую независимость наравне с французами Лафайетом, Грассом и Рошамбо, пруссаками Штойбеном и Кальбом, поляками Пуласки и Костюшко.

## История
Спустя два века после инициативы Поллока по увековечению памяти Гальвеса, в 1976 году его статуя работы скульптора Хуана де Авалоса стала подарком народу и правительству США от короля Испании Хуана Карлоса I к 200-летию американской независимости. 25 февраля сенатор Джозеф Монтойя внёс на рассмотрение Сената меморандум № 3031 о возведении на федеральной земле округа Колумбия статуи Гальвеса на общественных началах без затрат со стороны правительства США. 1 апреля в подкомитете по паркам и отдыху прошли соответствующие слушания, 21 мая Сенат принял резолюцию № 94-287, и 24 мая президент США Джеральд Форд утвердил решение о сооружении памятника. Расположение и дизайн памятника были выбраны министерством внутренних дел США и утверждены Комиссией Соединённых Штатов по изящным искусствам и Национальной комиссией по планированию столицы в сотрудничестве с представителями посольства Испании в США. Скульптура была отлита в Испании и прибыла в США вместе с постаментом овальной формы, который не был принят комиссией по планированию столицы, после чего в посольстве согласились на установку статуи на временном основании из железнодорожных шпал.

Джеральд Форд, София Греческая, Бетти Форд, Хуан Карлос I, Белый дом, 1976 год.

Король и королева Испании прибыли с официальным визитом в США 2 июня 1976 года, и во время официального приёма на Южной лужайке Белого дома президент Форд отметил, что «в этот год двухсотлетия, народы Испании и Америки могут с гордостью вспомнить группу отважных испанцев во главе с Бернардо де Гальвесой, который 200 лет назад помог нашей борьбе за национальную независимость» и «город Вашингтон в ближайшее время получит статую Гальвеса, щедрый дар к двухсотлетию от испанского народа, в честь вклада этого бравого испанского солдата и государственного деятеля в независимость Соединенных Штатов». На торжественной церемонии открытия памятника прошедшей 3 июня, с участием испанского почётного караула и американских высокопоставленных лиц, Хуан Карлоc I отметил, что «Бернардо де Гальвес является великим испанским солдатом, решительно поспособствовавшим торжеству армии Джорджа Вашингтона. Я желаю чтобы все запомнили блистательную и важную кампанию, которую он провёл на землях нижней долины Миссисипи. Завоевание запада Флориды стало тем шедевром военной стратегии, который помог ослабить давление англичан в войне против американских поселенцев, боровшихся за свою независимость, способствовавшим победе наших войск и прекращению войны с рождением Соединенных Штатов. Так пусть статуя Бернардо де Гальвеса служит напоминанием о вкладе Испанией крови своих солдат в дело американской независимости». Через некоторое время, статуя была водружена на постоянный постамент, выполненный по проекту архитектора Хлоэтьель Вудард Смит фирмами «Roubin and Janeiro» и «North Carolina Granite Corporation». В 1993 году памятник прошёл обследование, по итогам которого его состояние было оценено как «хорошее», а затем описан «Save Outdoor Sculpture!».

## Расположение
Памятник находится у штаб-квартиры Организации американских государств близ здания Государственного департамента США к востоку от Центра исполнительских искусств Джона Ф. Кеннеди, вдоль Виргиния-авеню на 20-й и 21-й улицах близ станции метро «Фаррагут-Уэст» в квартале Фогги-Боттом на северо-западе города Вашингтон, являясь частью скульптурной серии «Статуи освободителей», включающей в себя ещё четыре статуи. Из-за того, что статуя стоит вдалеке от улиц в незаметном месте среди с разросшихся крупных деревьев и кустарников в центре парка имени Гальвеса, она считается одной из наименее известных достопримечательностей столицы.

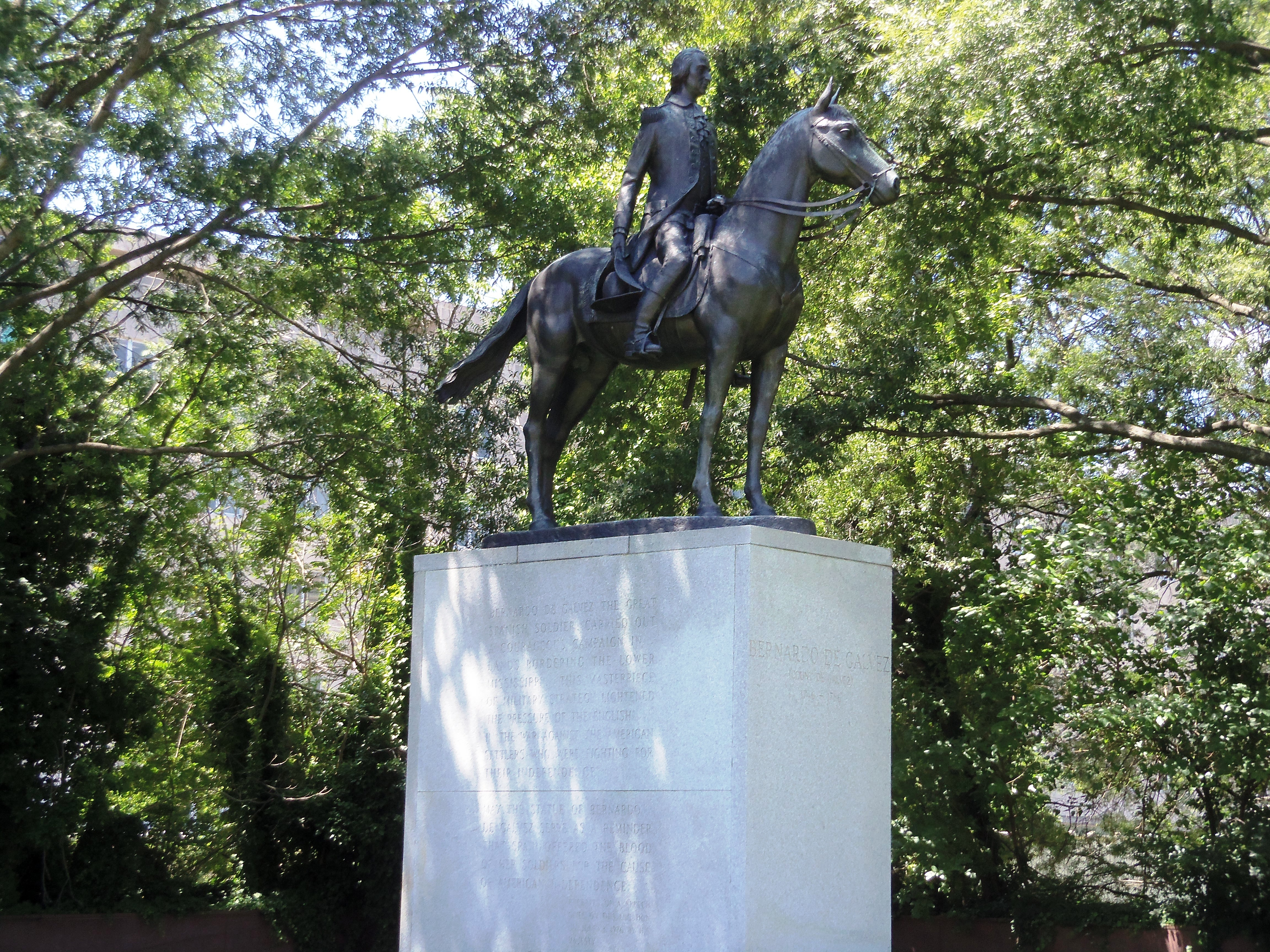
Статуя Гальвеса, вид справа.
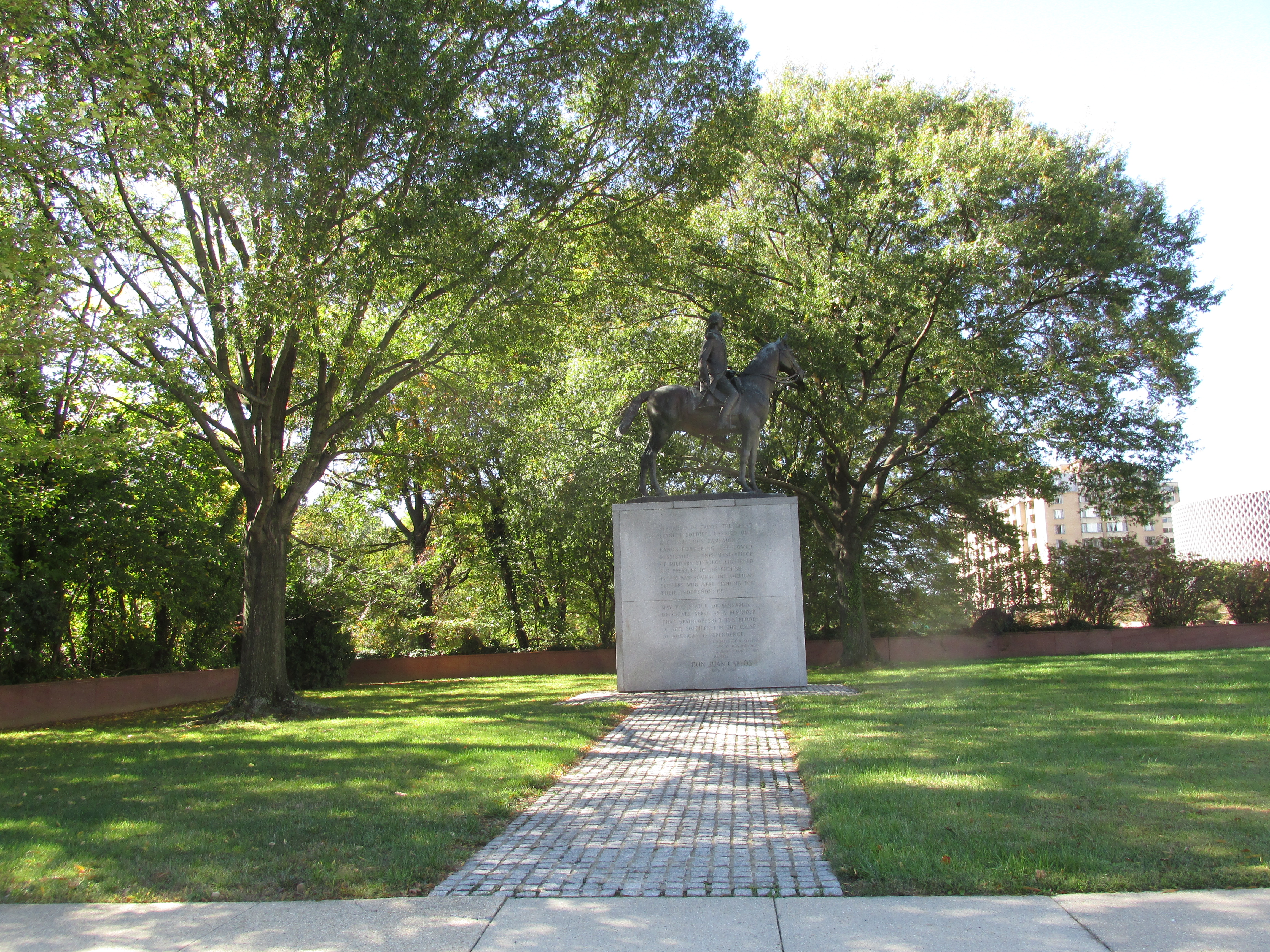
Дорожка из брусчатки к статуе.
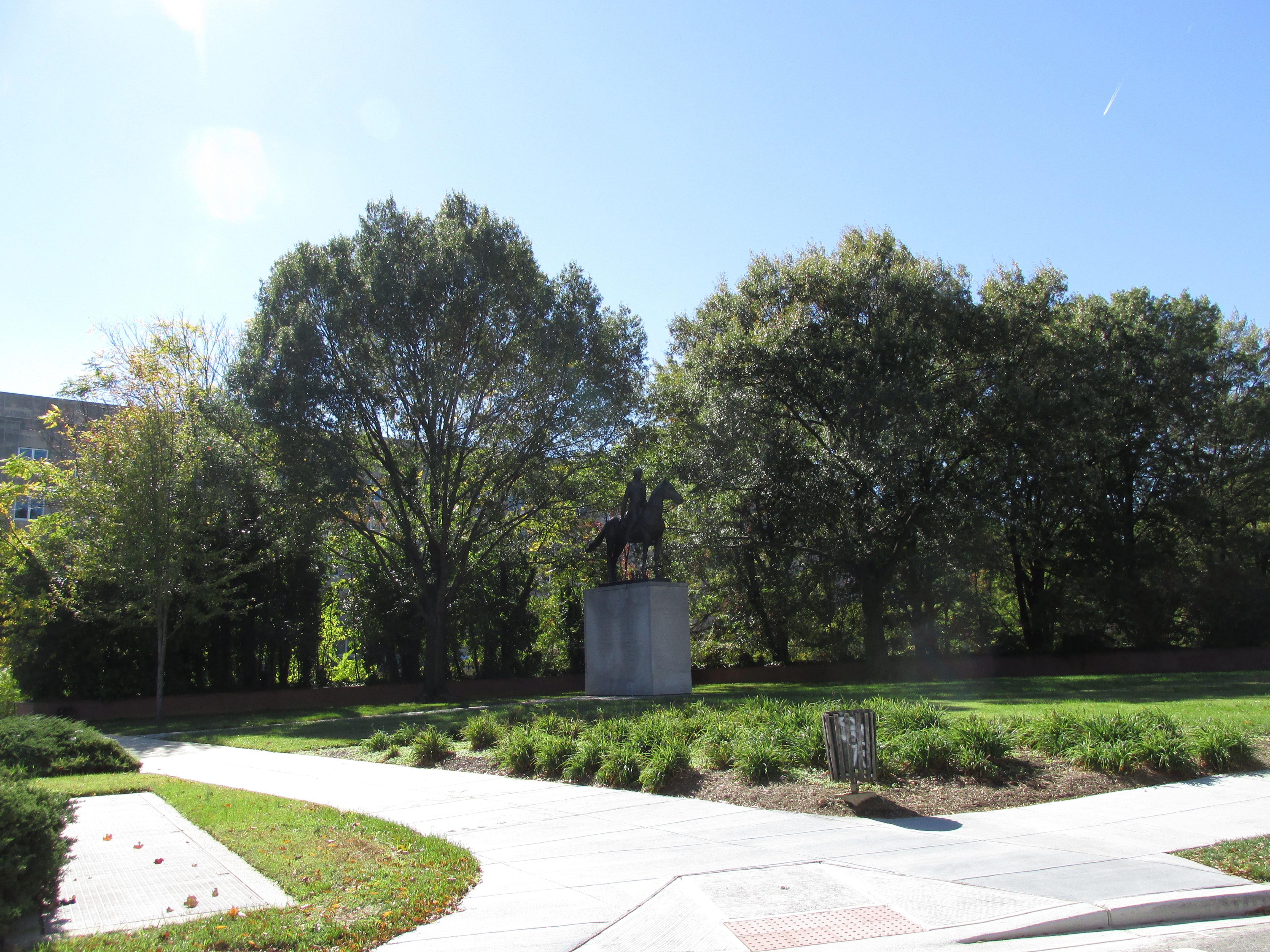
Статуя в центре парка.

## Архитектура

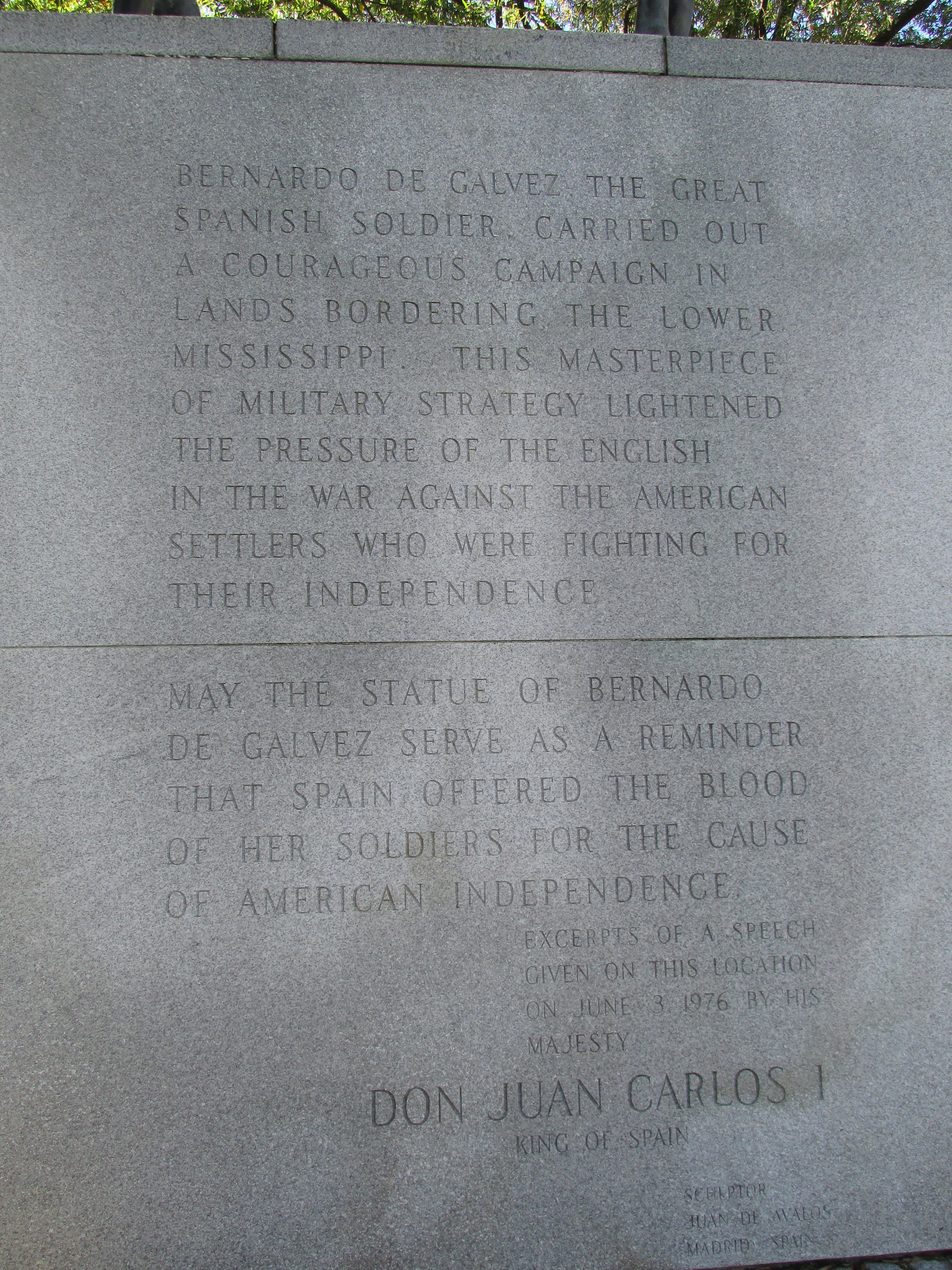
Надпись на постаменте.

Бронзовая статуя изображает Бернардо де Гальвеса верхом на спокойно стоящем коне. Головы их обращены на левую сторону. Волосы Гальвеса собраны в пучок, а сам одет в военную форму, состоящую из длинного жакета с эполетами, рубашки с ажурным воротником и сапогов высотой до колена. В левой руке Гальвес держит поводья лошади, а в правой — треуголку, в то время как с левой стороны у седла висит его меч. Скульптура находится на постаменте из серого гранита. Размеры статуи составляю 12 на 13 на 6 футов, а постамента — 15 на 13 на 6 футов. К правой стороне статуи от бетонного тротуара ведёт длинная дорожка из бельгийской брусчатки.
Надписи на постаменте:
Спереди —

БЕРНАРДО ДЕ ГАЛЬВЕС
(ГРАФ ДЕ ГАЛЬВЕС)
1746 — 1786
Оригинальный текст (англ.)BERNARDO DE GALVEZ
(COUNT DE GALVEZ)
1746 — 1786

С правой стороны —

БЕРНАРДО ДЕ ГАЛЬВЕС ЯВЛЯЕТСЯ ВЕЛИКИМ
ИСПАНСКИМ СОЛДАТОМ ПРОВЕДШИМ
МУЖЕСТВЕННУЮ КАМПАНИЮ НА
ЗЕМЛЯХ ГРАНИЧАЩИХ С НИЗОМ
МИССИСИПИ. ЭТОТ ШЕДЕВР
ВОЕННОЙ СТРАТЕГИИ ОБЛЕГЧИЛ
ДАВЛЕНИЕ АНГЛИЧАН
В ВОЙНЕ ПРОТИВ АМЕРИКАНСКИХ
ПОСЕЛЕНЦЕВ
БОРОВШИХСЯ ЗА СВОЮ НЕЗАВИСИМОСТЬ

ТАК ПУСТЬ СТАТУЯ БЕРНАРДО
ДЕ ГАЛЬВЕСА СЛУЖИТ НАПОМИНАНИЕМ
О ВКЛАДЕ ИСПАНИЕЙ КРОВИ
СВОИХ СОЛДАТ В ДЕЛО
АМЕРИКАНСКОЙ НЕЗАВИСИМОСТИ.
ВЫДЕРЖКИ ИЗ РЕЧИ
КОТОРУЮ ПРОИЗНЁС НА ЭТОМ МЕСТЕ
3 ИЮНЯ 1976 ЕГО
ВЕЛИЧЕСТВО
ДОН ХУАН КАРЛОС I
КОРОЛЬ ИСПАНИИ
СКУЛЬПТОР
ХУАН ДЕ АВАЛОС
МАДРИД, ИСПАНИЯ
Оригинальный текст (англ.)BERNARDO DE GALVEZ THE GREAT
SPANISH SOLDIER CARRIED OUT
A COURAGEOUS CAMPAIGN IN
LANDS BORDERING THE LOWER
MISSISSIPPI. THIS MASTERPIECE
OF MILITARY STRATEGY LIGHTENED
THE PRESSURE OF THE ENGLISH
IN THE WAR AGAINST THE AMERICAN
SETTLERS WHO WERE FIGHTING FOR
THEIR INDEPENDENCE.

MAY THE STATUE OF BERNARDO
DE GALVEZ SERVE AS A REMINDER
THAT SPAIN OFFERED THE BLOOD
OF HER SOLDIERS FOR THE CAUSE
OF AMERICAN INDEPENDENCE.

EXCERPTS OF A SPEECH
GIVEN ON THIS LOCATION
ON JUNE 3, 1976 BY HIS
MAJESTY
DON JUAN CARLOS I
KING OF SPAIN

SCULPTOR
JUAN DE ÁVALOS
MADRID, SPAIN